# Тит Мененій Ланат (консул 477 року до н. е.)
Тит Мене́ній Агрі́ппа Лана́т (лат. Titus Menenius Agrippae Lanatus; ? — 476 до н. е.) — політичний, державний і військовий діяч часів ранньої Римської республіки, консул 477 до н. е.

## Життєпис
Походив з патриціанського роду Мененіїв. Син Агріппи Мененія Ланата, консула 503 року до н. е. Про молоді роки Тита Мененія немає відомостей. 
У 477 до н. е. його було обрано консулом разом з Гаєм Горацієм Пульвіллом. Очолив військо у війні проти міста-держави Вейї. Внаслідок нерішучості Мененія римляни зазнали поразки у битві при річці Кремера, де загинуло 306 патриціїв з роду Фабіїв. Вимушений був відступити до Риму, де деякий час витримував атаки вейянців. Ситуацію врятував його колега Гай Горацій Пульвілл.
У 476 до н. е. на нього в суд подав народний трибун Квінт Косідій, який звинуватив Мененія у поразці римлян. Від страти його захистив сенат, але Ланата зобов'язали сплатити великий штраф у 2 тисячі ассів. Не витримавши сорому Тит Мененій наклав на себе руки, вморивши голодом.

## Родина
- Тит Мененій Ланат, консул 452 до н. е.
- Луцій Мененій Агріппа Ланат, консул 440 року до н. е.